# Isten pénze
Az Isten pénze Müller Péter, Müller Péter Sziámi és Tolcsvay László közös musicalje Charles Dickens Karácsonyi ének című regénye alapján.
Az ősbemutatóra 1995. december 23-án került sor a Madách Színházban Nagy Viktor rendezésében, ahol 2007-ig volt repertoáron. Több fővárosi és vidéki színházban is sikerrel játszották. Bemutatták többek között a Miskolci Nemzeti Színházban, a Vígszínházban, a Vörösmarty Színházban, a Győri Nemzeti Színházban, és 2014 decemberében az Operettszínházban is. Külföldön Németországban, Münchenben mutatták be 2004. december 18-án, majd később Berlinben és Frankfurtban is. A darab közönségkedvenccé vált. A történet főhőse a kapzsi milliomos, Ebenezer Scrooge, aki utálja a karácsonyt és teljes megvetéssel beszél róla. Karácsony előtt azonban meglátogatja halott üzlettársának, Jacob Marleynak a szelleme, és elviszi őt a múlt, a jelen és a jövő karácsonyába, hátha sikerül a mogorva Scroogeból érző embert csinálnia.